# Krog
För andra betydelser, se Krog (olika betydelser).

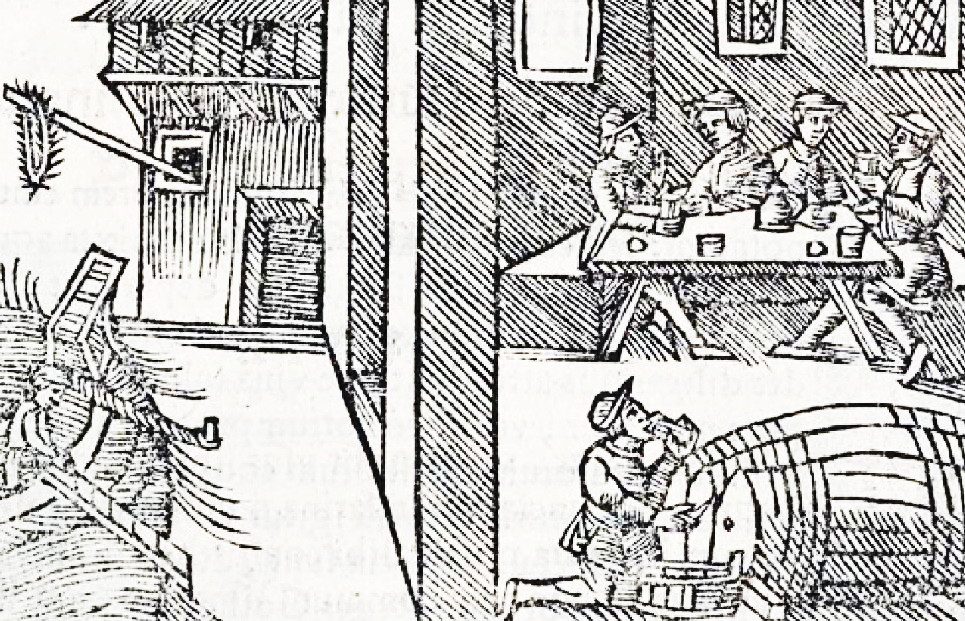
En vinstuga enligt Olaus Magnus, 1555. Stället markerades med en krans av granris eller löv som hängdes upp utanför.

Krogar och deras föregångare har funnits i form av utskänkningsställen åtminstone sedan medeltiden. Med säkerhet kunde resande dock långt tidigare äta och dricka mot något slags betalning vid exempelvis platser där handel bedrevs och många människor möttes. Mat och dryck såldes troligen också i någon form i därför inrättad lokal. De äldsta kända kallades ölbod där inhemskt bryggt öl serverades. På 1500-talet började man servera importerat vin eller öl i en vinstuga och senare i en vinkällare.

## Definition

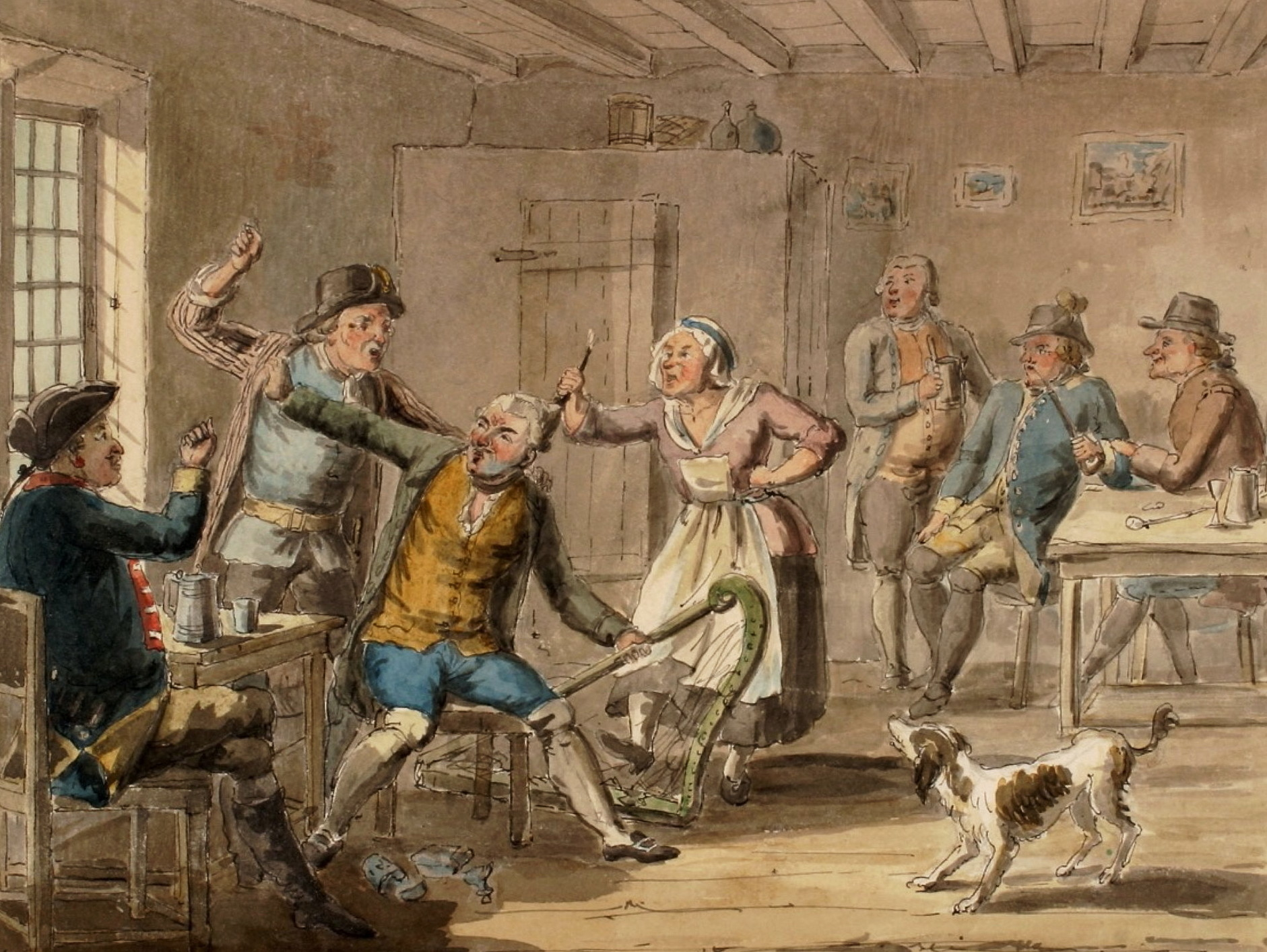
Interiör av sjökrogen Råstock. Här ser man hur Mollberg (med harpa) blir slagen.
Illustration av Elis Chiewitz omkring 1800.

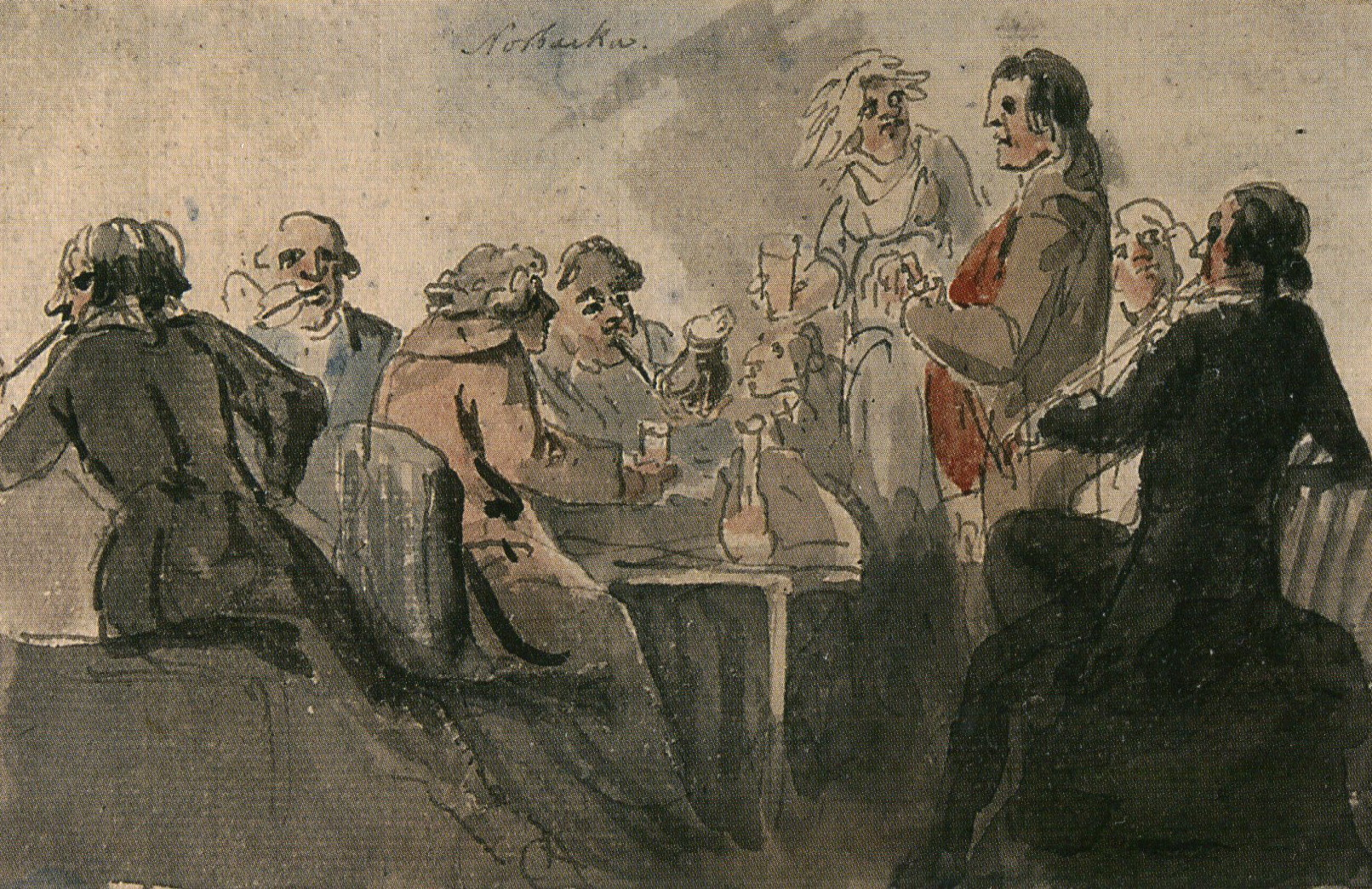
En afton på Norrbacka värdshus, Elias Martin omkring 1800.

En krog är från början ett landsvägsvärdshus eller utvärdshus, men blev senare ett enklare näringsställe med utskänkning av öl och brännvin jämte servering av husmanskost (även i städer). Krog är numera i allmänt språkbruk som en benämning på restauranger eller pubar i allmänhet. Möjligen är detta bruk påverkan från danskan, där ordet även i vårdat tal innebär en restaurang i allmänhet. Sjökrogar låg längs segellederna och uppsöktes av sjöfararna bland annat i väntan på bättre väder och fungerade delvis även som bunkringsplatser. Sin storhetstid hade sjökrogarna från 1500-talet och fram till 1800-talets andra hälft. 
Ett värdshus (äldre stavning: wärdshus) var förr en inrättning som erbjöd mat och dryck och övernattningsmöjligheter, exempelvis ett härbärge. I dag används värdshus dels på matställen med lång historia och dels som ett genuint namn på vägkrogar och andra matställen, oavsett ålder. Stallmästaregården utanför Stockholm är Stockholmstraktens äldsta kvarvarande utvärdshus med samma funktion sedan 1600-talets mitt.

## Historia
I Sverige räknades krögeri inte som en borgerlig näring och hade inte ett skrå, vilket gjorde det öppet för både män och kvinnor efter ansökan hos Handelskollegium: från 1731 krävdes en så kallad krogsedel, ett meddelat tillstånd. På grund av den stora brandfaran kring kök och eldstäder var krogbränder vanliga, och även om varje stad försökte begränsa antalet krogar till det antal som bedömdes nödvändigt, så överskreds detta i praktiken: det officiella antalet krogar i Stockholm skulle enligt bestämmelse år 1731 vara 600, medan det verkliga antalet troligen låg betydligt över 700.
Yrket var kraftigt kvinnodominerat vid mitten av 1700-talet, då majoriteten av alla krögare i Stockholm var kvinnor. Det rörde sig oftast om änkor vars män dött i krig eller andra personer med försörjningsproblem som drev krogar. De fick krogtillstånd som ett slags fattighjälp. 1813 minskades antalet krogar i Stockholm till 300 i ett försök att främja nykterheten. "Lönnkrogar" var illegala utskänkningsställen där man brände sprit och bryggde öl utan tillstånd på egen hand och struntade i skatten. 1694 stängdes 80 sådana lönnkrogar i Stockholm.
Att vara värdshusvärd ansågs vanligen finare, och krögare användes främst som skämtsam eller nedvärderande benämning på innehavare av restauranger. På  1700-talet (fram till 1800-talets mitt) var vinskänk ett eget skrå. I mitten på 1900-talet var källarmästare en vanligare benämning. I dagens språkbruk (början på 2000-talet) avses med krögare vanligen innehavare av ett "finare" matställe.

## Nutid
Den 1 juni 2005 infördes det rökförbud på restauranger och krogar i Sverige med hänsyn till gäster och personal, något som lett till debatt då rökning länge varit en del av krogkulturen i landet. År 2019 utvidgades förbudet även för restaurangernas verandor och trädgårdar.

### Exempel (urval)

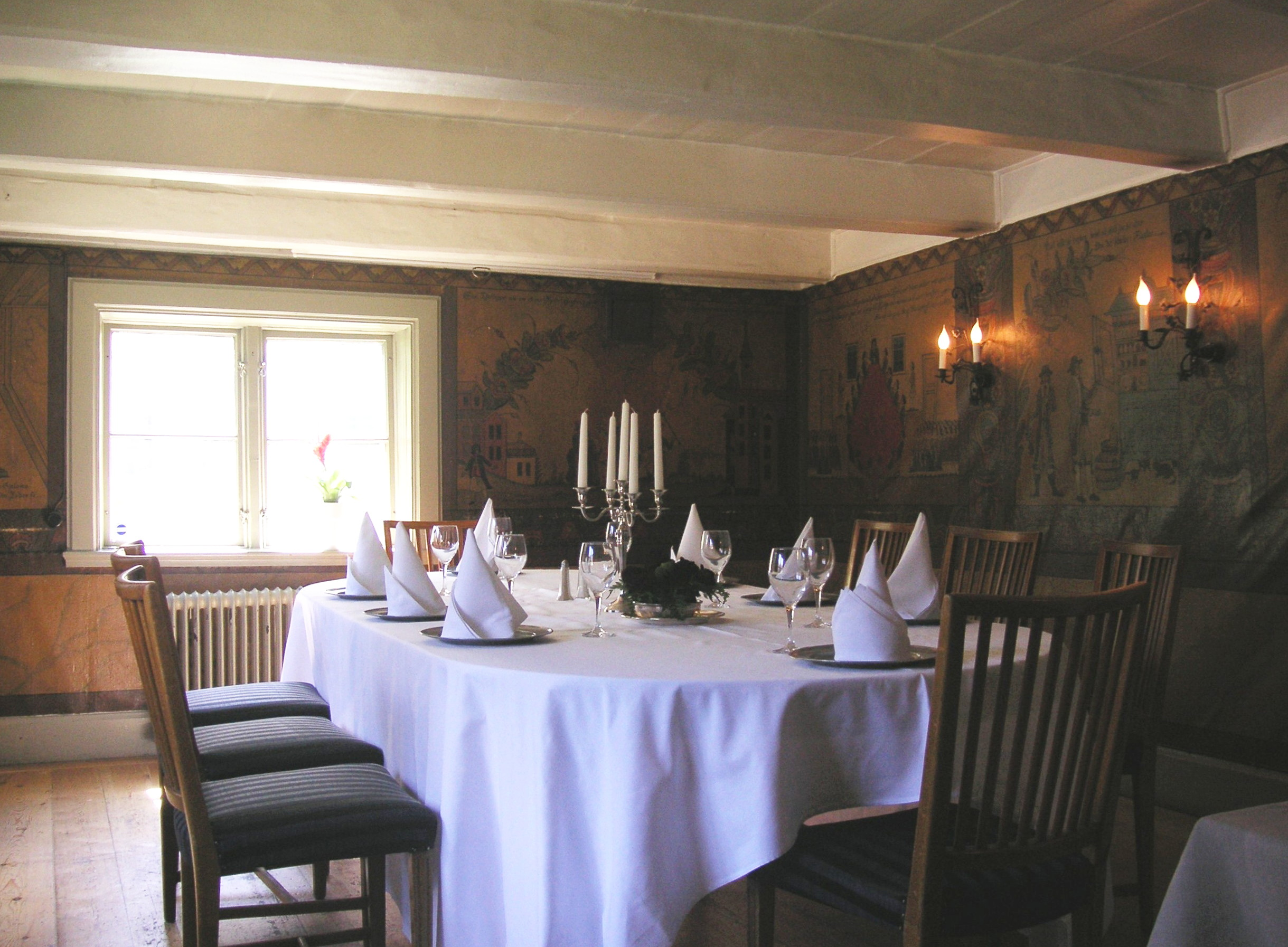
Bevarad 1700-talsmiljö i utvärdshuset Stallmästaregården.
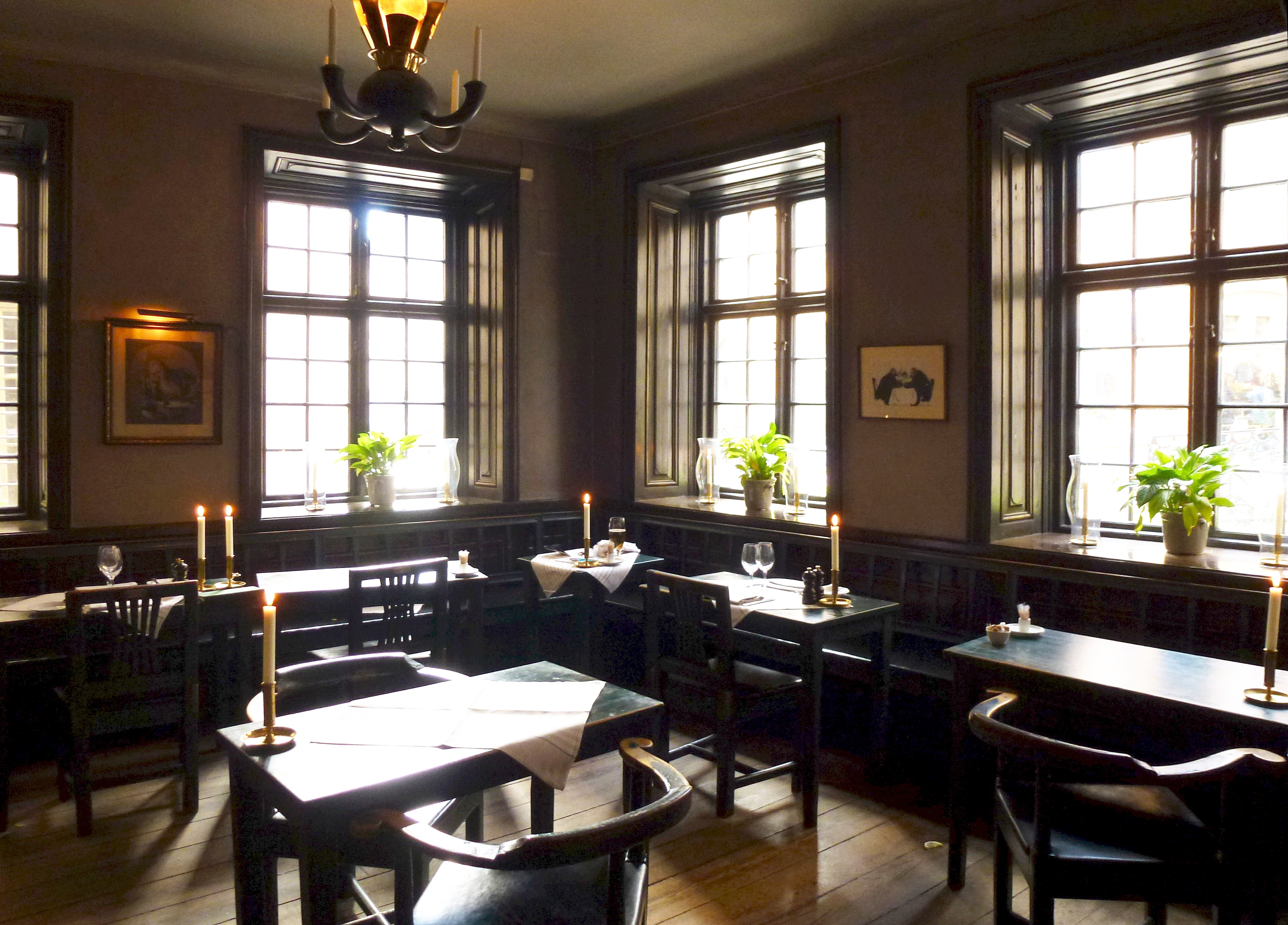
Skänkrummet i stadskrogen Den gyldene freden.
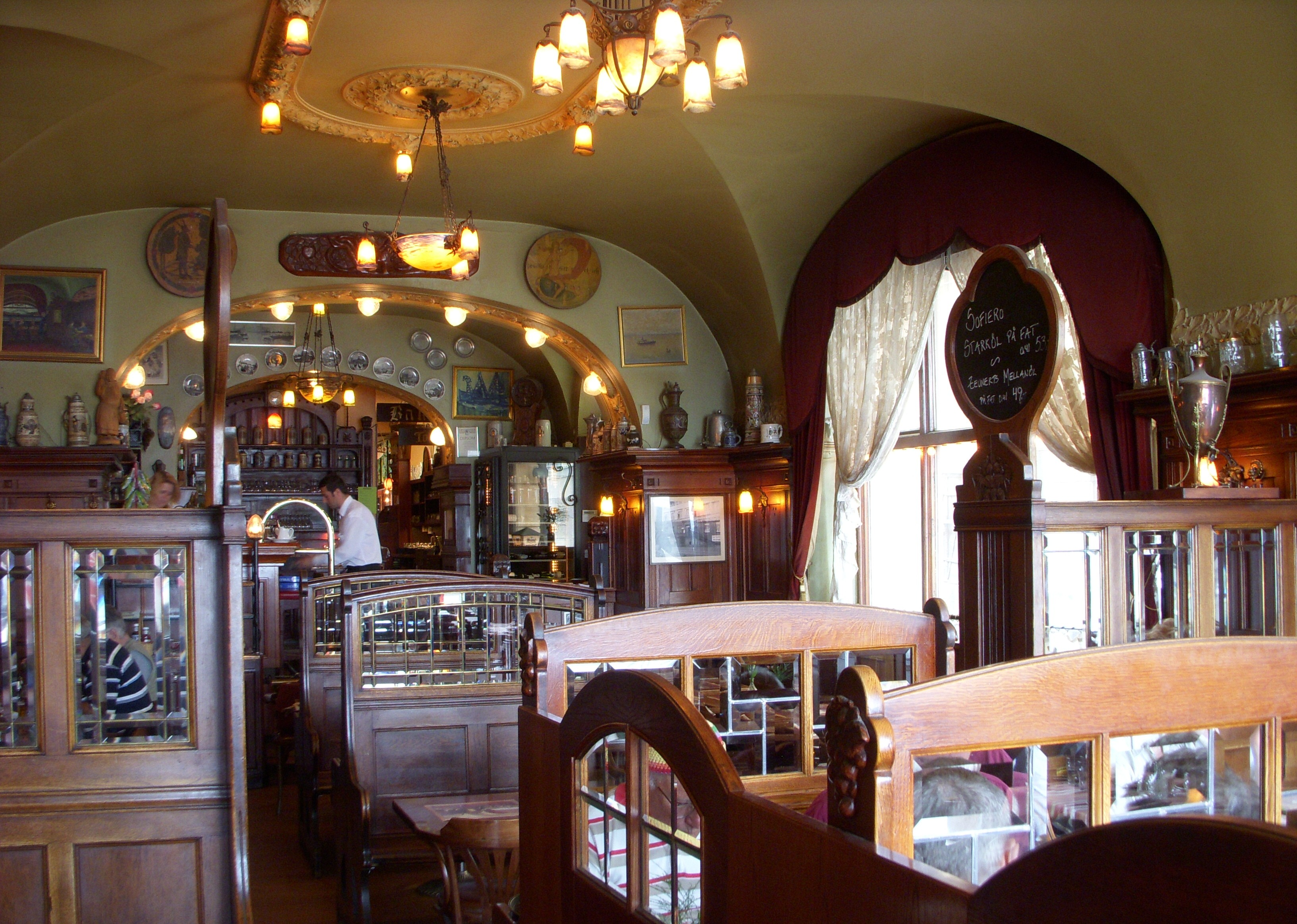
Interiör från stadskrogen Zum Franziskaner.
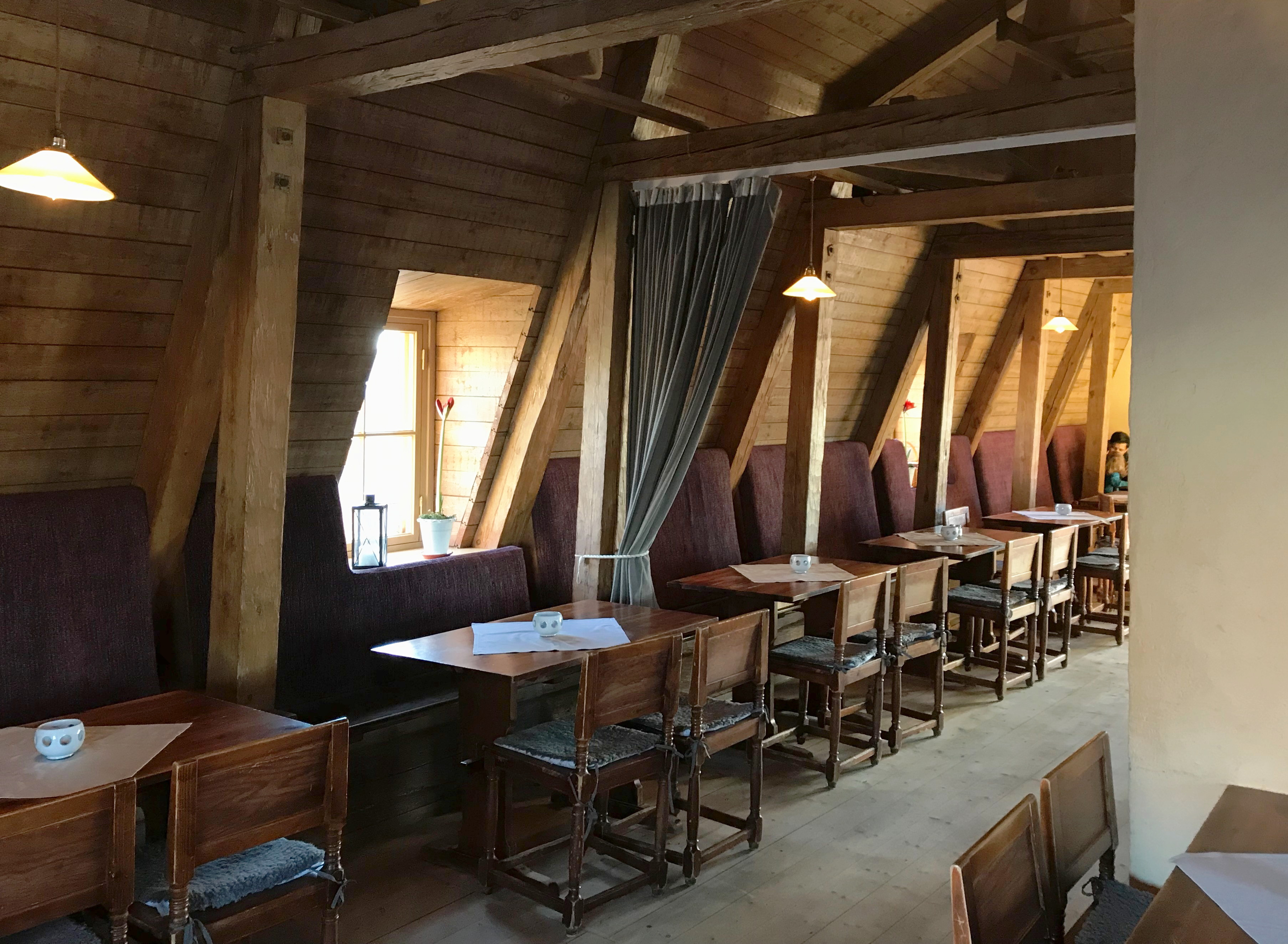
Historiska krogen Stora Gungan (rekonstruktion av Skansen).
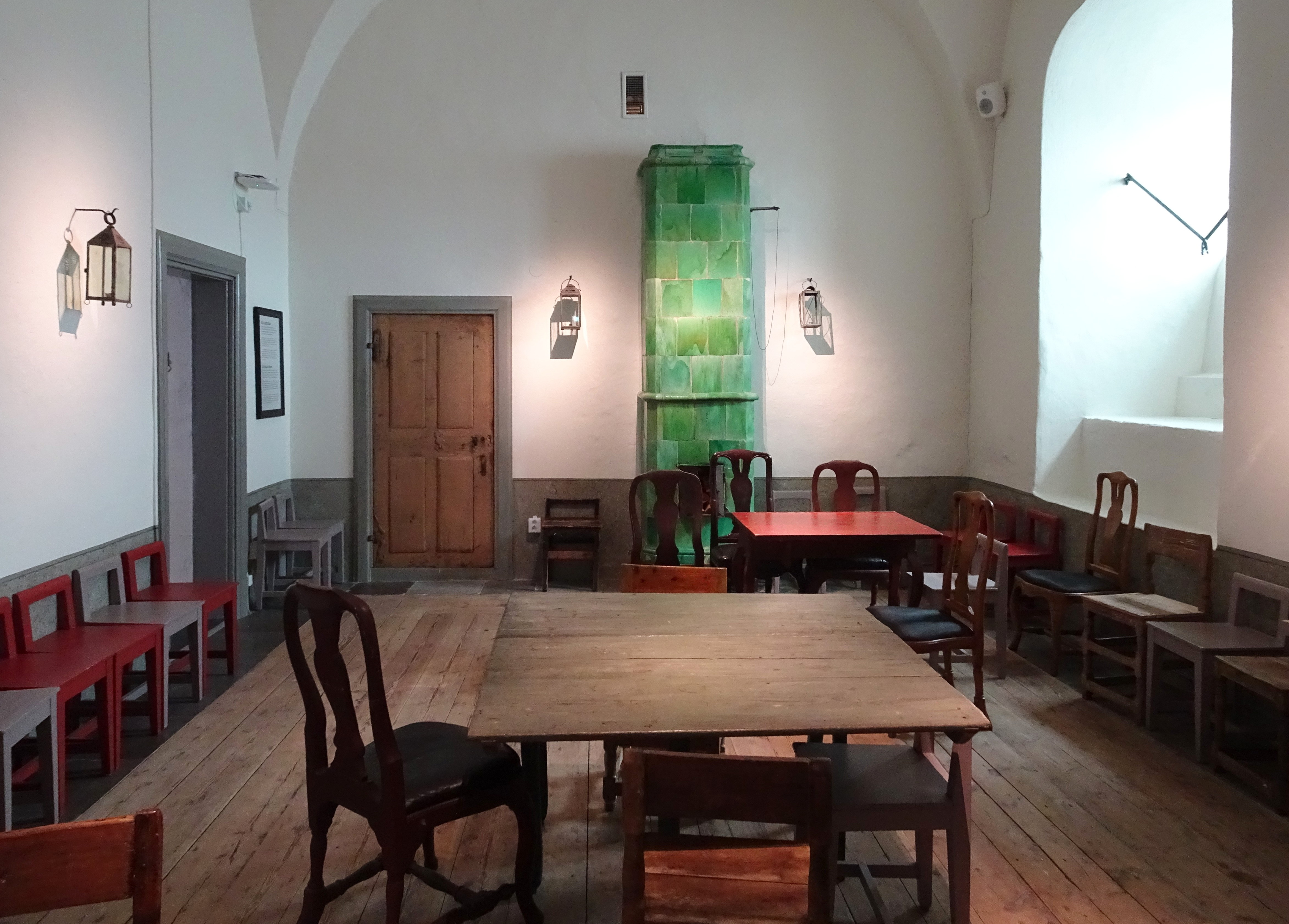
Historiska krogen Södra stadshuskällaren (rekonstruktion av Stadsmuseet i Stockholm).